# Складчастий пояс

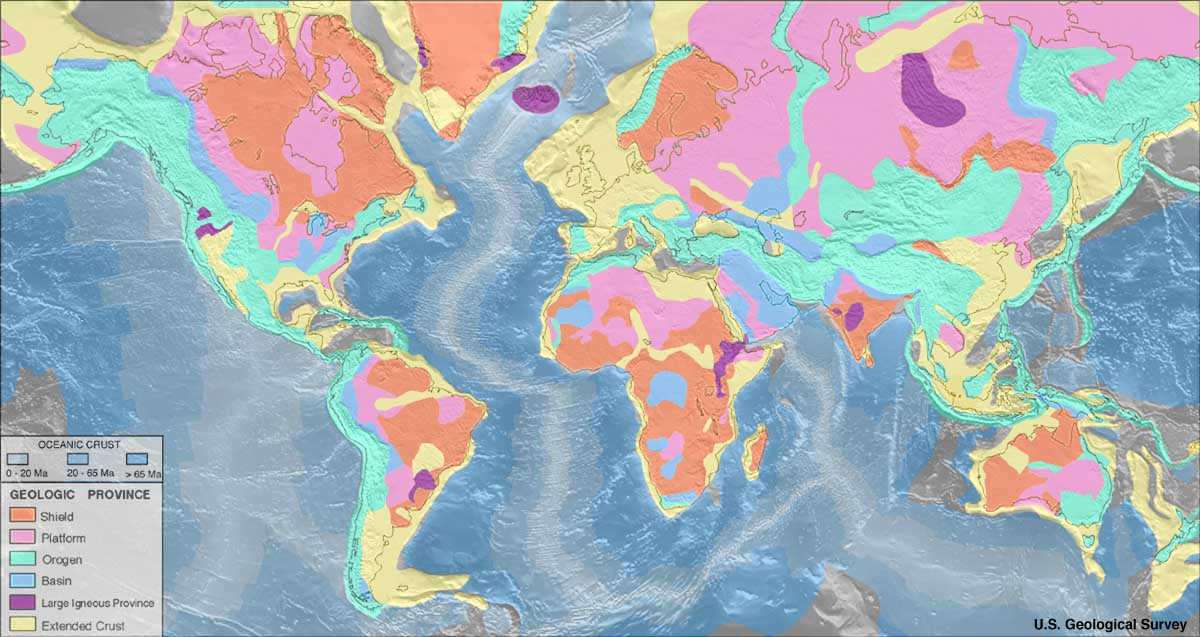
Геологічні провінції світу
за даними Геологічної служби США (USGS)

| Континентальна кора Кристалічні щити Плити Складчасті пояси Осадові басейни Трапові формації Перехідні зони | Океанічна кора Вік: 0–20 млн років 20–65 млн років >65 млн років |

Складчастий пояс (рос. складчатый пояс; англ. fold belt, foldings zone; нім. Faltungszone f) — планетарна система складчастих гірських споруд, яка виникла на місці геосинклінального поясу між двома платформами або між континентальною платформою і океаном. Протяжність складчатих поясів складає багато тисяч кілометрів, ширина перевищує 1 тис. км.
Головні складчасті пояси планети:
- Арктичний геосинклінальний пояс ‎
- Атлантичний складчастий пояс ‎
- Середземноморський складчастий пояс
- Урало-Монгольський складчастий пояс
- Тихоокеанський складчастий пояс